# Dasorgyia alpherakii
Dasorgyia alpherakii är en fjärilsart som beskrevs av Grum-grshimailo 1891. Dasorgyia alpherakii ingår i släktet Dasorgyia och familjen tofsspinnare. Inga underarter finns listade i Catalogue of Life.